# Burning Love
Burning Love är en låt skriven av Dennis Linde. Den spelades ursprungligen in av R&B-sångaren Arthur Alexander på albumet Arthur Alexander 1972. Samma år spelades den in av Elvis Presley, och inspelningen utgavs som singel i augusti 1972. Låten blev Presleys största amerikanska hit sedan 1969 års "Suspicious Minds", och också hans sista topp 10-noterade låt på Billboardlistan. En konsertupptagning finns med på livealbumet Aloha from Hawaii: Via Satellite från 1973.
Medverkande musiker på inspelningen är bland andra James Burton (gitarr), John Wilkinson (kompgitarr), Emory Gordy Jr. (bas), Glen Hardin (piano) och Ronnie Tutt (trummor).

## Listplaceringar
| Lista (1972)   | Position                              |
| -------------- | ------------------------------------- |
| Australien     | 2 (Go Set)                            |
| Danmark        | 2 (DR "Top Ti")                       |
| Finland        | 26                                    |
| Flandern       | 17                                    |
| Irland         | 6                                     |
| Kanada         | 2                                     |
| Nederländerna  | 17                                    |
| Nya Zeeland    | 9 (NZ Listner)                        |
| Storbritannien | 7                                     |
| Sverige        | - (Testad på Tio i topp, ej inröstad) |
| USA            | 2 (Billboard Hot 100)                 |
| Vallonien      | 23                                    |
| Västtyskland   | 31                                    |